# Montserrat Sanmartí i Pratginestós
Montserrat Sanmartí i Pratginestós (Barcelona, 1968) és una política catalana, des del 2021 és alcaldessa de Sant Fost de Campsentelles, després de ser-ho també de 2008 fins 2019.
Administrativa comptable de professió, ha estat cap de compres, vendes i exportació i comptabilitat. Va néixer a Barcelona, però viu a Sant Fost de Campsentelles des dels quinze anys, quan la seva família s'hi va traslladar des de Mollet del Vallès. Vinculada als mitjans de comunicació locals, va ser membre fundacional de Televisió de Sant Fost i en va ser la primera presentadora, el 1986, i va col·laborar a Ràdio Sant Fost amb un programa sobre cinema.
Va entrar en política l'any 1999 amb el grup independent anomenat Gent d'Unió, que es va presentar a les eleccions sota el paraigües de Convergència i Unió. Gràcies al pacte amb l'alcalde Joan Gassó va exercir de regidora de Dona i igualtat. El 2003 es presenta sota unes noves sigles, la candidatura d'Independents Units per Sant Fost (IUSF), com a número 3 de la llista, i va repetir amb la mateixa posició el 2007, en aquesta ocasió va ser tinenta d'alcalde i regidora d'Educació, Benestar Social, Sanitat i Consum fins a l'abril de l'any 2008, després de la renúncia de Joan Gassó, que havia pactat prèviament amb CiU i ERC. Des d'aquell any va ser també presidenta de la Mancomunitat El Galzeran, formada per Sant Fost, Martorelles i Santa Maria de Martorelles.
El 2011 es va presentar per primera vegada com a cap de llista d'IUSF, i va revalidar el càrrec d'alcaldessa. El 2015 va tornar a presentar-se a les eleccions, com a cap de llista d'IUSF. Va guanyar les eleccions de forma clara amb 6 dels 13 regidors de la corporació i sense obtenir la majoria absoluta va ser escollida novament alcaldessa. El seu govern es va iniciar en minoria, sent només necessari un regidor més per tirar endavant la gestió del municipi.
El 26 de maig de 2019, va guanyar les eleccions amb 6 regidors dels 13 regidors del consistori, però no va revalidar l'alcaldia. En el Ple de Constitució va ser nomenada alcaldessa María José Sánchez, que s'havia presentat de candidata amb el PSC –partit que oficialment donava suport a Sanmartí– i, que en un moviment de transfuguisme, abandonà el partit passant a ser regidora no adscrita i alcaldessa al rebre els vots de la coalició d'ERC-Junts i Sant Fost en Comú Podem. Posteriorment, el 15 de Març de 2021, IUSF i Sant Fost en Comú Podem van presentar una moció de censura contra el fins llavors alcalde Carles Miquel, la qual van guanyar en el Ple Extraordinari del 30 de Març de 2021, investint de nou alcaldessa a Montserrat Sanmartí.